# Sandro Sukno

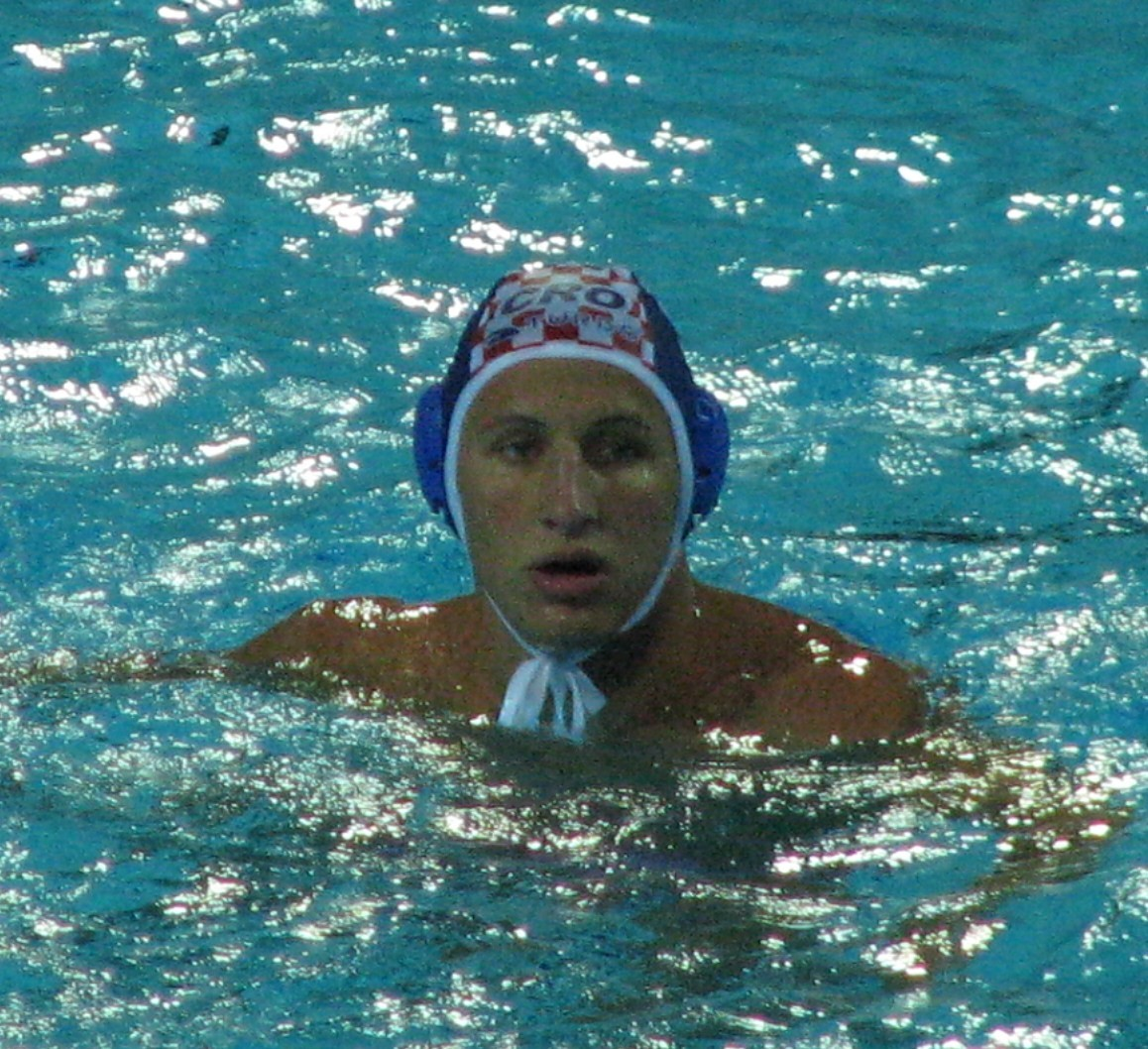
Sandro Sukno (2010)

Sandro Sukno (* 30. Juni 1990 in Dubrovnik) ist ein ehemaliger kroatischer Wasserballspieler. Er war mit der kroatischen Nationalmannschaft Olympiasieger 2012 und Olympiazweiter 2016. Bei Weltmeisterschaften gewann er 2017, war 2015 Zweiter sowie 2009, 2011 und 2013 Dritter. Der Europameister von 2010 siegte 2013 bei den Mittelmeerspielen.

## Sportliche Karriere
Auf Vereinsebene begann Sandro Sukno bei VK Jug Dubrovnik. Nach einer Saison in Italien bei Pro Recco spielte er von 2012 bis 2015 für VK Primorje Rijeka und dann wieder drei Jahre bei Pro Recco. Mit Pro Recco war er viermal italienischer Meister, mit VK Primorje zweimal kroatischer Meister.
2009 bei der Weltmeisterschaft in Rom unterlagen die Kroaten im Halbfinale den Serben, im Spiel um den dritten Platz besiegten sie die Mannschaft aus den Vereinigten Staaten mit 8:6, wobei Sukno insgesamt neun Tore warf. Im Jahr darauf war Kroatien Gastgeber der Europameisterschaft 2010. Die kroatische Mannschaft bezwang im Halbfinale die spanische Mannschaft mit 10:9, im Finale siegte sie mit 7:3 gegen die Italiener. Bei der Weltmeisterschaft 2011 in Schanghai unterlagen die Kroaten im Halbfinale den Italienern mit 8:9. Das Spiel um den dritten Platz gewannen die Kroaten mit 12:11 gegen die Ungarn. 2012 siegten die Kroaten in allen fünf Spielen ihrer Vorrundengruppe bei den Olympischen Spielen in London. Nach einem 8:2 im Viertelfinale gegen das US-Team und einem 7:5 gegen Montenegro im Halbfinale trafen die Kroaten im Finale auf die italienische Mannschaft und gewannen mit 8:6. Sandro Sukno erzielte im Turnierverlauf 14 Tore, davon zwei im Halbfinale und eins im Finale.
2013 bei der Weltmeisterschaft in Barcelona verloren die Kroaten im Halbfinale mit 10:11 gegen die Ungarn. Das Spiel um Bronze gewannen sie mit 10:8 gegen Italien. Sukno warf insgesamt 20 Tore, davon zwei im Halbfinale und drei im Spiel um den dritten Platz. Im gleichen Jahr siegte die kroatische Mannschaft auch bei den Mittelmeerspielen in Mersin. Zwei Jahre später bei der Weltmeisterschaft 2015 in Kasan gewannen die Kroaten im Viertelfinale gegen Montenegro. Das Halbfinalspiel gegen die Griechen konnten die Kroaten erst im Fünfmeterschießen für sich entscheiden. Im Finale unterlagen die Kroaten den Serben mit 4:11. Sukno, der im Halbfinale einen Treffer und einen verwandelten Fünfmeter beigesteuert hatte, erzielte im Finale zwei Tore. Im Jahr darauf bei den Olympischen Spielen 2016 in Rio de Janeiro siegten die Kroaten im Viertelfinale über die Brasilianer und im Halbfinale über die Montenegriner. Im Finale spielten wieder die Serben gegen die Kroaten und die Serben gewannen 11:7. Sukno warf im Finale zwei Tore.
2017 bei der Weltmeisterschaft in Budapest gewannen die Kroaten ihre Vorrundengruppe und bezwangen im Viertelfinale die Italiener. Nach einem 12:11-Sieg im Halbfinale gegen die Serben erkämpften die Kroaten den Titel mit einem 8:6 gegen die Ungarn. Danach beendete der 2,00 Meter große Sandro Sukno seine Länderspielkarriere. Zwei Jahre später wandte er sich dem Trainerberuf zu, 2022 war er Cheftrainer bei Pro Recco.
Schon Sandro Suknos Vater Goran Sukno war 1984 Wasserballolympiasieger, damals noch für Jugoslawien.